# I-31 (sous-marin)
Pour les articles homonymes, voir I31.
Le I-31 (イ-31) est un sous-marin japonais de type B (乙型（伊十五型)）ayant servi durant la Seconde Guerre mondiale dans la Marine impériale japonaise.

## Construction
Construit par l'Arsenal naval de Yokosuka au Japon, le I-31 a été mis sur cale le 6 décembre 1939. Il a été lancé le 13 mars 1941 et a été achevé et mis en service le 30 mai 1942.

## Description
Le I-31, pesant près de 2 600 tonnes en surface, était capable de plonger à 100 m, puis de se déplacer à une vitesse maximale de 8 nœuds, avec une autonomie de 96 milles nautiques à une vitesse réduite de 3 nœuds. En surface, sa portée était de 14 000 milles nautiques, développant une vitesse maximale de 23,6 nœuds. Il transportait un hydravion de reconnaissance biplace Yokosuka E14Y (connu des Alliés sous le nom de Glen), stocké dans un hangar hydrodynamique à la base de la tour de navigation (kiosque).

## Histoire de service
Après son achèvement, le I-31 a été affecté à la 15e division de sous-marins de la 6e Flotte, sous le commandement du capitaine de corvette Kikuo Inoue.
Le 15 août, il a mis le cap sur la zone sud-est des îles Salomon, avec les sous-marins I-9, I-15, I-17, I-19, I-26 et I-33. Le 25 août, à environ 300 km au sud-est de Makira, il aperçoit quelques navires américains, mais il ne peut les attaquer. De fin août à octobre 1942, il effectue des patrouilles dans les eaux de Guadalcanal, avec quelques arrêts dans les bases navales de Chuuk et Rabaul. Après quelques missions de reconnaissance sur Vanikoro et Suva, effectuées par l'hydravion Yokosuka E14Y embarqué sur la I-31, le 25 novembre 1943, le sous-marin part pour un nouveau convoyage de ravitaillement vers Guadalcanal Le 25 février 1943, après quelques réparations dans la base navale de l'atoll de Kure, il part pour un nouveau convoyage de ravitaillement vers Attu et Kiska, dans les îles Aléoutiennes. En avril 1943, il rejoint un escadron de sous-marins de la 5e Flotte, aux commandes de contre-amiral Kouta Takero, avec les I-2, I-7, I-34, I-35, I-168, I-169 et I-171. Le 11 mai 1943, le I-31 est en route pour ravitailler les garnisons japonaises des îles Aléoutiennes lorsqu'il croise les navires américains de la Task Force 16 et de la Task Force 51, qui sont sur le point de lancer l'opération Landcrab, l'invasion de l'île d'Attu. Le sous-marin japonais décide d'attaquer les navires ennemis, en lançant une torpille sur le cuirassé USS Pennsylvania. Un hydravion Consolidated PBY Catalina en patrouille repère sa trace et, tout en avertissant le Pennsylvania par radio, largue une bombe fumigène sur l'endroit où la torpille avait vraisemblablement été lancée. Le commandant du Pennsylvania, le capitaine William A. Corn, réussit à ordonner une manœuvre d'évasion pour esquiver la torpille, qui touche la poupe du cuirassé.

### Naufrage
Les destroyers qui escortent le Pennsylvania ont commencé à chasser le I-31. Le USS Phelps le repère avec son sonar, mais après deux séries de grenades sous-marines, il perd le contact. Le I-31 a finalement été engagé par les sonars des USS Edwards et USS Farragut, qui ont continué à le poursuivre et à l'attaquer avec des grenades sous-marines pendant environ 10 heures. Le sous-marin a réussi à s'échapper, mais a subi de graves dommages. Le 13 mai, à environ 9 km au sud-est de Chigaof Harbor, le I-31 est forcé de faire surface et est attaqué par des tirs d'artillerie du USS Frazier. Les observateurs du navire américain ont remarqué une nappe de fioul émergeant à la surface, qui s'est étendue sur environ 13 km². Le 14 mai, le I-31 devait définitivement couler, probablement sans aucun survivant. Il a été démis d'office de ses fonctions le 1er août 1943.